# STEP ONE
『STEP ONE』（ステップ ワン）は、J-WAVEで2017年4月3日から放送されているラジオ番組。

## 概要
2017年3月まで、9時から16時30分の時間帯を3つの放送枠で分けていたのを再編し、9時から13時までの放送枠で開始した番組。最新の音楽から時事問題、スポーツ、世界の音楽チャート、ランチ情報までをカバーする情報エンターテインメント番組となっている。
2017年11月21日からはAbemaTVでもサイマル配信されており、11月はSPECIALチャンネル2でプレ配信を、12月から2022年12月29日まではAbemaRADIOチャンネルで正式配信を行っていた。

## 放送・配信時間
いずれもJST。
ラジオ
- J-WAVE 月曜-木曜日 9:00 - 13:00

### 過去
インターネット配信
- AbemaRADIO 月曜-木曜日 9:00 - 13:00 (2017年12月4日 - 2022年12月29日)[注 1]

2020年4月1日から9月3日までは期間限定番組『YEBISU BEER BEGINNINGS〜LIVE FROM TAKANAWA GATEWAY』放送に伴い30分短縮し、12時30分で終了。

## 出演者

### ナビゲーター
- サッシャ

#### 代理ナビゲーター
- グローバー（2017年7月3日 - 6日、サッシャのツール・ド・フランス2017取材に伴う代理）
- DJ TARO
  - 2018年6月21日 - 24日、サッシャのル・マン24時間レース実況取材等に伴う代理
  - 2020年7月13日 - 16日、サッシャの新型コロナウイルス感染による入院加療に伴う代理
  - 2021年1月18日 - 21日、サッシャの体調不良に伴う代理
- ジョン・カビラ（2020年7月20日 - 22日、サッシャの新型コロナウイルス感染による入院加療に伴う代理）

### アシスタント
- 寺岡歩美（suger me、放送開始 - 2019年3月28日）
- 増井なぎさ（2019年4月1日 - 2021年3月31日）
- ノイハウス萌菜（2021年4月1日 - 2022年12月29日、2023年7月3日[1] - ）

#### 代理アシスタント
- 三原勇希（2017年11月27日 - 30日、寺岡の代理）
- 堀口ミイナ（2020年11月24日 - 26日、増井の代理）
- ノイハウスの産休に伴う代理アシスタント（2023年1月 - 6月）[1]
  - 中田花奈（月曜）
  - 小林涼子（火曜）
  - 大島真帆（Penthouse・水曜）
  - 世良マリカ（木曜）

### レポーター
- 森本晋太郎（トンツカタン、2019年4月1日 - 2020年9月30日、「CHEER UP WORKERS」担当）

## 主なコーナー
- 09:15 - START UP

一日始めるに当たってのニューストピックとやる気を引き出す音楽を紹介する。
- 09:35 - Expedia LISTEN AND LEARN

ゲストが週替わりでこれまでの経験で得た「学び」について語る。
エクスペディアがスポンサーになった2024年1月からは、原則木曜日に「海外の旅で学んだ事」について語る。2025年1月からはこれを水曜日に移動、木曜日はリスナーから募集した「海外の旅で学んだ事」を紹介する。
- 10:10 - SAISON CARD ON THE EDGE

気になるニュースについてゲストを迎え、様々な視点から紹介する。
- 10:35 - CHECK THE HOT 100

日曜午後のプログラム「SAISON CARD TOKIO HOT 100」の最新チャートをチェックする。ナビゲーターはクリス・ペプラー。
- 11:15 - MUSIC BOOSTER

週替わりのDJによる20分のノンストップミックスで仕事時間を音楽で彩る。
- 11:45 - CHEER UP WORKERS

日頃J-WAVEを聴いてくれている方、 J-WAVEを支えていただいている企業へ、 電話を繋いで商品やサービスをPR。
2020年9月まではトンツカタン・森本がレポーターとして現地で直接PRをしていた。
- 12:05 - CHINTAI GLOBAL BEATS

番組独自の視点で海外の最新情報と最新音楽を送る。
- 12:30 - MUSIC+1

ゲストを迎え、アーティストやニューシングル・アルバムなどを番組独自の視点で紹介する。
2020年4月から9月3日までは放送時間短縮に伴い12時5分に時間繰り上げ。
- 12:55 - エンディング

次回予告の後、2024年3月末までは後続番組『GOOD NEIGHBORS』ナビゲーターのクリス智子とのクロストークを行っていた（編成上の都合で行わない場合もあり）。

### 過去のコーナー
- 09:35 - GLOBAL CHART

ある国の音楽チャートを取り上げ、世界の音楽シーンをチェックする。2021年3月末で終了。4月以降はコーナーとしては設けずCHECK THE HOT 100の後にチャートのみを紹介している。
- 10:05 - SPORTS DIGGER

スポーツの魅力を紹介する。2018年3月末で終了。
- 10:10 - BEHIND THE SCENE[注 2]

気になるニュースについてゲストを迎え、様々な視点から紹介する。SAISON CARD ON THE EDGEに移行する形で2021年3月末で終了。
- 11:10 - AMERICAN EXPRESS PICK ONE

NewsPicksとコラボして今話題のニュースから未来を探るコーナー。2019年3月末で終了。
- 11:45 - 7-ELEVEN LUNCH HUNTER

「いま食べたいグルメジャンル」をセレクト。月曜日から木曜日まで、毎日“グルメハンター”が、そのテーマに沿った、おすすめランチの情報を紹介。2019年3月末で終了。
- 11:35 - LEADERS DESK

リーダーみずから「アイデアが生まれる現場」をガイドする。
- 11:20 - LIFE IN SMART

スマホライフがもっと楽しくなる情報を日替わりで届ける。2020年3月末で終了。
- 12:05 - BEATS DELIVERY
- 11:20 - Wantedly Seize The Moment

著名人のこれまでの経歴などをインタビューする。
- 09:35 - MY FAVORITE THINGS

ゲストが週替わりでライフスタイルを充実させるためのアイテムなどを紹介する。2022年3月末で終了。
- 10:54 - SAWAI SEIYAKU SOUND CLINIC

オンタイムのパフォーマンスアップにつながるヒントを処方する。2024年3月末で終了。

## 関連特番
STEP ONE × ツール・ド・フランス コラボSP！〜世界最大の自転車レースへナビゲート〜
2020年8月29日20時 - 30日1時にJ SPORTS公式YouTubeチャンネルでライブ配信された特別企画。これはサッシャがJ SPORTSの自転車ロードレース中継『J SPORTS cycle road race』で実況を担当している事からの縁によるコラボレーション企画で、この日開催の第107回ツール・ド・フランス第1ステージ（ニース モワイヤン・ベイ〜ニース）の模様を中継、ロードレース観戦初心者の増井や視聴者にもわかりやすく、サッシャと解説の栗村修・飯島誠が説明しながら送った。
また、本番組由来のコーナーも取り入れており、リモートゲストとして団長安田（安田大サーカス）、浅田顕（自転車ロードレース男子日本代表監督）、辻啓（サイクルフォトグラファー）、宮本あさか（スポーツライター）が、電話ゲストとしてルーク篁（聖飢魔II）が出演した。